# Centro de Inteligência do Exército
O Centro de Inteligência do Exército (CIE, mais conhecido como CiEx ) é a unidade militar responsável pelos serviços de inteligência do Exército Brasileiro.
Criado por meio do decreto nº 60.664, de 2 de maio de 1967, como "Centro de Informações do Exército" (CIE), foi parte importante do aparato repressivo do Estado brasileiro, durante o regime militar (1964 – 1985). Ganhou a denominação atual em 1993.

## História

### Antecedentes
Antes mesmo de se tornar presidente, o Marechal Costa e Silva apontava a necessidade de se criar um serviço secreto mais agressivo que o Serviço Nacional de Informações. Queria que o novo órgão não se restringisse à coleta de informação, mas tivesse também privilégios de polícia. O novo serviço coexistiria com o SNI e seria estruturado a partir do antigo Serviço de Informações do Exército, chamado de 2ª Seção.
Os anseios do Marechal Costa e Silva foram barrados pelo Presidente Castello Branco, que fazia parte do grupo mais brando de militares apelidado de Sorbonne, ao contrário de Silva, integrante da linha dura do regime militar.
A criação do CIE foi barrada enquanto durou o governo de Castelo Branco. Mas quando Costa e Silva assumiu a presidência, a criação do serviço foi sua prioridade.

### Governo Costa e Silva
Dois meses depois da posse de Costa e Silva o CIE foi inaugurado, em julho de 1967. O presidente nomeou, para primeiro diretor do órgão, o então coronel Adir Fiúza de Castro, que chefiava a Divisão de Informações (D2) do gabinete do ministro da Guerra, general Aurélio de Lira Tavares. A D2  era encarregada de monitorar indivíduos tidos como subversivos pelo governo militar.
A especialidade do CIE, inicialmente, era infiltrar agentes em movimentos estudantis, sindicais ou qualquer outro não afinado com o regime. Os agentes eram treinados para que parecessem apoiadores da esquerda, e suas verdadeiras intenções eram conhecidas por pouquíssimas pessoas dentro das Forças Armadas. Por conta disso, várias vezes, sargentos a serviço do CIE eram presos pela polícia e liberados só depois de revelar uma senha combinada com os superiores.[carece de fontes?]
Além de agir usando seu próprio pessoal, o CIE também patrocinou um grupo radical de direita conhecido como Grupo Secreto. Estes terroristas plantavam bombas em lugares públicos, considerados focos da esquerda, geralmente teatros e faculdades. O CIE lhes fornecia os explosivos e assessoria estratégica. Quando um integrante do Grupo era preso o CIE, o SNI ou um membro da própria polícia providenciava sua soltura.[carece de fontes?]

### Governo Médici

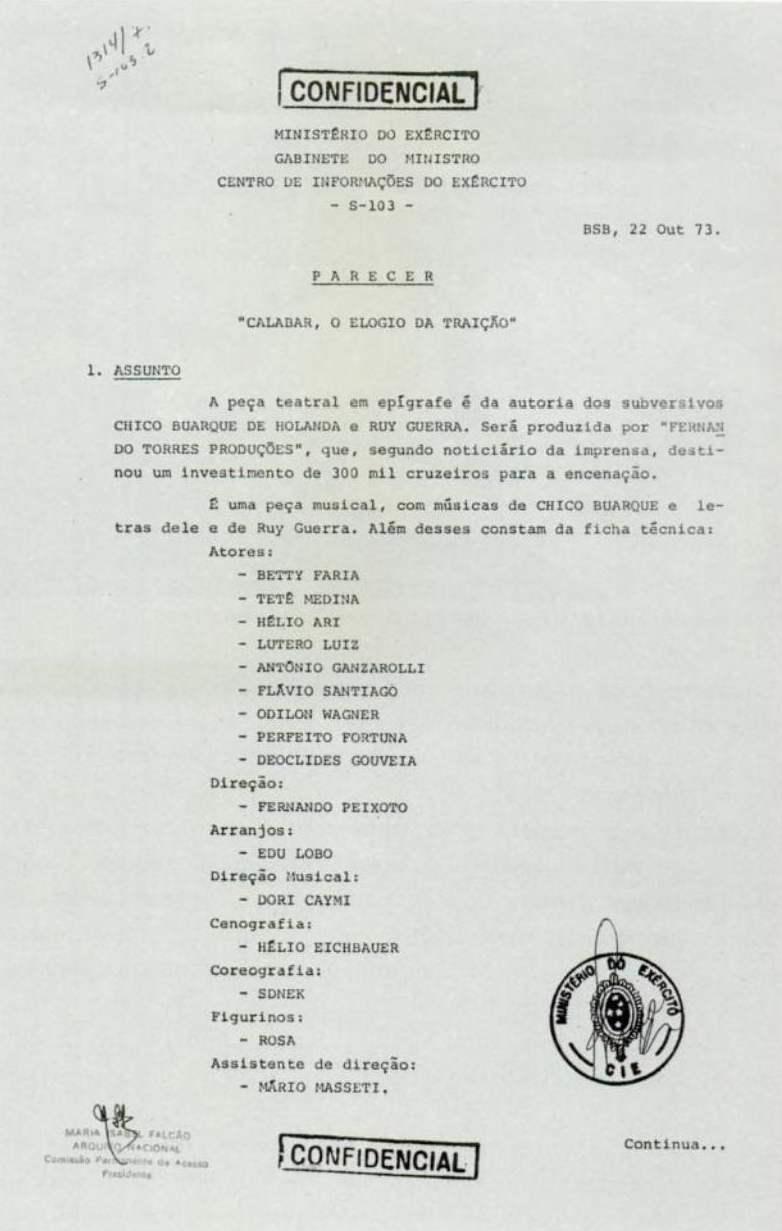
Parecer do CIE sobre a peça Calabar: o Elogio da Traição, datado de 22 de outubro de 1973

As prerrogativas do CIE foram reforçadas quando Emílio Garrastazu Médici assumiu a presidência. Durante o governo Costa e Silva, Médici dirigia o SNI, o outro braço do serviço secreto da ditadura.
Foi nesse época que o CIE, agora sob o comando do coronel Milton Tavares de Sousa, tornou-se  o órgão que mais propôs censuras à televisão e à imprensa escrita. Um dos jornais mais vigiados foi o Opinião que contava com colaboradores como Fernando Henrique Cardoso e Millôr Fernandes. A intenção original do CIE era de que o jornal fosse não só censurado mas proibido de circular, o que, entretanto, não foi feito. [carece de fontes?]
Durante o governo Médici, o CIE conseguiu se infiltrar numa das maiores guerrilhas antirregime, a Ação Popular através do ex-militante Gilberto Prata. Prata foi levado a colaborar mediante chantagem: caso não voltasse a fazer parte da AP, suprindo o CIE de informações, ele, sua esposa e sua irmã mais nova seriam presos. Também foi pago em troca das informações.[carece de fontes?]
O CIE trocava informações com a CIA constantemente. Foi assim que ficou sabendo do treinamento que o Grupo Primavera estava fazendo em Cuba. O Grupo Primavera - guerrilha que ficou conhecida depois como Grupo da Ilha - recebeu um treinamento paramilitar básico do governo cubano para em seguida voltar para o Brasil, a fim de tentar iniciar um foco de revolução. Infelizmente para eles, um dos instrutores era um informante da CIA que informou ao Centro de Informações do Exército a data em que os guerrilheiros pretendiam voltar ao Brasil. A maioria dos rebeldes do Grupo Primavera foi torturada e morta assim que chegou ao país. Um dos poucos sobreviventes foi o ex-deputado José Dirceu.

### Governo Itamar Franco
Por decreto de 23 de dezembro de 1992, foi alterada, a partir de 1° de janeiro de 1993, a denominação do Centro de Informações do Exército (CIE)  para 
Centro de Inteligência do Exército (CIE), vinculando-o tecnicamente ao Estado-Maior do Exército.